# Forza Bastia
Forza Bastia è un film documentario del 1978 diretto da Jacques Tati e dalla figlia Sophie Tatischeff. È nato da un'idea del presidente del Bastia Gilbert Trigano.
Il documentario mostra le immagini della città di Bastia il giorno della finale d'andata di Coppa UEFA giocata allo stadio di Furiani tra la squadra locale e il PSV. A lungo rimasto inedito, il film è stato riscoperto dalla figlia di Jacques Tati e reso pubblico nel 2002.
Nel 2007 la rivista sportiva francese So Foot lo ha allegato in DVD al proprio numero 48.